# Cymbidium aestivum
Cymbidium aestivum је врста орхидеја из рода Cymbidium и породице Orchidaceae која се налази у Кини провинција Јунан на надморској висини између 1500 и 1600 метара. Нису наведене подврсте у Catalogue of Life.